# Мелес (кантон)
Мелес (фр. Melesse) — кантон во Франции, находится в регионе Бретань, департамент Иль и Вилен. Расположен на территории двух округов: четырнадцать коммун входят в состав округа Ренн, одна коммуна — в состав округа Сен-Мало.

## История
Кантон образован в результате реформы 2015 года. В его состав были включены отдельные коммуны пяти упраздненных кантонов.

## Состав кантона с 22 марта 2015 года
В состав кантона входят коммуны (население по данным Национального института статистики за 2018 г.):
- Виньок (1 950 чел.)
- Жевезе (5 411 чел.)
- Гипель (1 696 чел.)
- Кле (906 чел.)
- Ла-Мезьер (4 932 чел.)
- Лангуэ (601 чел.)
- Мелес (6 803 чел.)
- Монтрёй-ле-Га (1 943 чел.)
- Партене-де-Бретань (1 766 чел.)
- Сен-Гондран (552 чел.)
- Сен-Жермен-сюр-Иль (923 чел.)
- Сен-Жиль (5 093 чел.)
- Сен-Медар-сюр-Иль (1 306 чел.)
- Сен-Симфорьен (594 чел.)
- Эде-Базуж (2 243 чел.)

## Политика
На президентских выборах 2022 г. жители кантона отдали в 1-м туре Эмманюэлю Макрону 36,7 % голосов против 22,8 % у Жана-Люка Меланшона и 15,7 % у Марин Ле Пен; во 2-м туре в кантоне победил Макрон, получивший 74,0 % голосов. (2017 год. 1 тур: Эмманюэль Макрон – 33,0 %, Жан-Люк Меланшон – 20,3 %, Франсуа Фийон – 16,6 %, Марин Ле Пен – 12,6 %; 2 тур: Макрон – 81,0 %. 2012 год. 1 тур: Франсуа Олланд — 33,8 %, Николя Саркози — 23,5 %, Франсуа Байру — 13,1 %, Марин Ле Пен — 11,6 %; 2 тур: Олланд — 58,3 %).
С 2015 года кантон в Совете департамента Иль и Вилен представляют вице-мэр коммуны Сен-Жиль Людовик Куломбель (Ludovic Coulombel) (Социалистическая партия) и вице-мэр города Мелес Гаэль Метри (Gaëlle Mestries) (Разные левые).
|                | Кандидаты                       | Партия                   | Первый тур | Первый тур     | Второй тур | Второй тур |
| Кол-во голосов | Кандидаты                       | Партия                   | % голосов  | Кол-во голосов | % голосов  |            |
| -------------- | ------------------------------- | ------------------------ | ---------- | -------------- | ---------- | ---------- |
|                | Людовик Куломбель Гаэль Метри   | Социалистическая партия  | 3 241      | 34,37          | 5 067      | 57,77      |
|                | Клеманс Мориньер Матьё Фремо    | Европа Экология Зелёные  | 2 835      | 30,06          | 3 704      | 42,23      |
|                | Алекс Боннино Изабель Ле Маршан | Вперёд, Республика!      | 2 068      | 21,93          |            |            |
|                | Жаки Жам Жанна Мопети           | Национальное объединение | 1 287      | 13,65          |            |            |

|                | Кандидаты                            | Партия                  | Первый тур | Первый тур     | Второй тур | Второй тур |
| Кол-во голосов | Кандидаты                            | Партия                  | % голосов  | Кол-во голосов | % голосов  |            |
| -------------- | ------------------------------------ | ----------------------- | ---------- | -------------- | ---------- | ---------- |
|                | Людовик Куломбель Гаэль Метри        | Социалистическая партия | 4 185      | 36,45          | 6 001      | 56,51      |
|                | Жан-Мишель Арбона Антуанетта Депрель | Разные правые           | 3 089      | 26,91          | 4 618      | 43,49      |
|                | Амели Гратиньи Гелдвин Руф           | Национальный фронт      | 2 294      | 19,98          |            |            |
|                | Вероник Белье Лионель Анри           | Разные левые            | 1 913      | 16,66          |            |            |